# Ново-Азовое
Ново-Азовое (каз. Жаңа Азов, до 199? г. — Новоазовское) — село в Уланском районе Восточно-Казахстанской области Казахстана. Административный центр Азовского сельского округа. Код КАТО — 636235100.

## Население
В 1999 году население села составляло 720 человек (347 мужчин и 373 женщины). По данным переписи 2009 года, в селе проживали 542 человека (269 мужчин и 273 женщины).